# Verdrag van Bicêtre
Het Verdrag van Bicêtre was een van de vredesverdragen tussen de Armagnacs en Bourguignons aan het begin van de burgeroorlog tussen Armagnacs en Bourguignons. Het werd op 2 november 1410 in een huis van hertog Jan van Berry in Bicêtre (vandaag Le Kremlin-Bicêtre).
Nadat op 9 maart 1409 het Verdrag van Chartres was afgesloten (waarbij de zonen van Lodewijk van Orléans hadden gezworden Jan zonder Vrees te vergeven), was op 15 april 1410 tijdens de trouw van hertog Karel van Orléans met een dochter van graaf Bernard VII van Armagnac een verbond tegen Jan zonder Vrees opgericht, waarvan Bernard VII al snel de leiding overname en die naar hem al snel de Armagnacs werden genoemd. Graaf Bernard rekruteerde soldaten in het Zuid-Frankrijk, waarmee hij met een tot dan toe ongekende brutaliteit oorlog zouden voeren. Onder zijn leiding verwoestten ze de omgeving van Parijs en drongen daarbij tot aan de Faubourg Saint-Marcel in het zuidoosten van de stad door.
Het verdrag verplichtte beide partijen ertoe om zich in hun eigen gebieden terug te trekken. Toegang tot Parijs was nu alleen nog maar met de toestemming van koning Karel VI toegestaan. De hertog van Berry kreeg de voogdij over de dauphin Lodewijk van Guyenne.
Het verdrag was een poging om het mislukte Verdrag van Chartres van het jaar daarvoor te doen naleven. Maar het werd echter evenmin nageleefd als ook het latere Verdrag van Auxerre van 1412.